# Struthanthus gracilis
Struthanthus gracilis là một loài thực vật có hoa trong họ Loranthaceae. Loài này được (Gleason) Steyerm. & Maguire miêu tả khoa học đầu tiên năm 1967.